# Viola Weigel
Viola Weigel (* 19. Mai 1966 in Karlsruhe) ist eine deutsche Kunsthistorikerin und Kuratorin.

## Werdegang

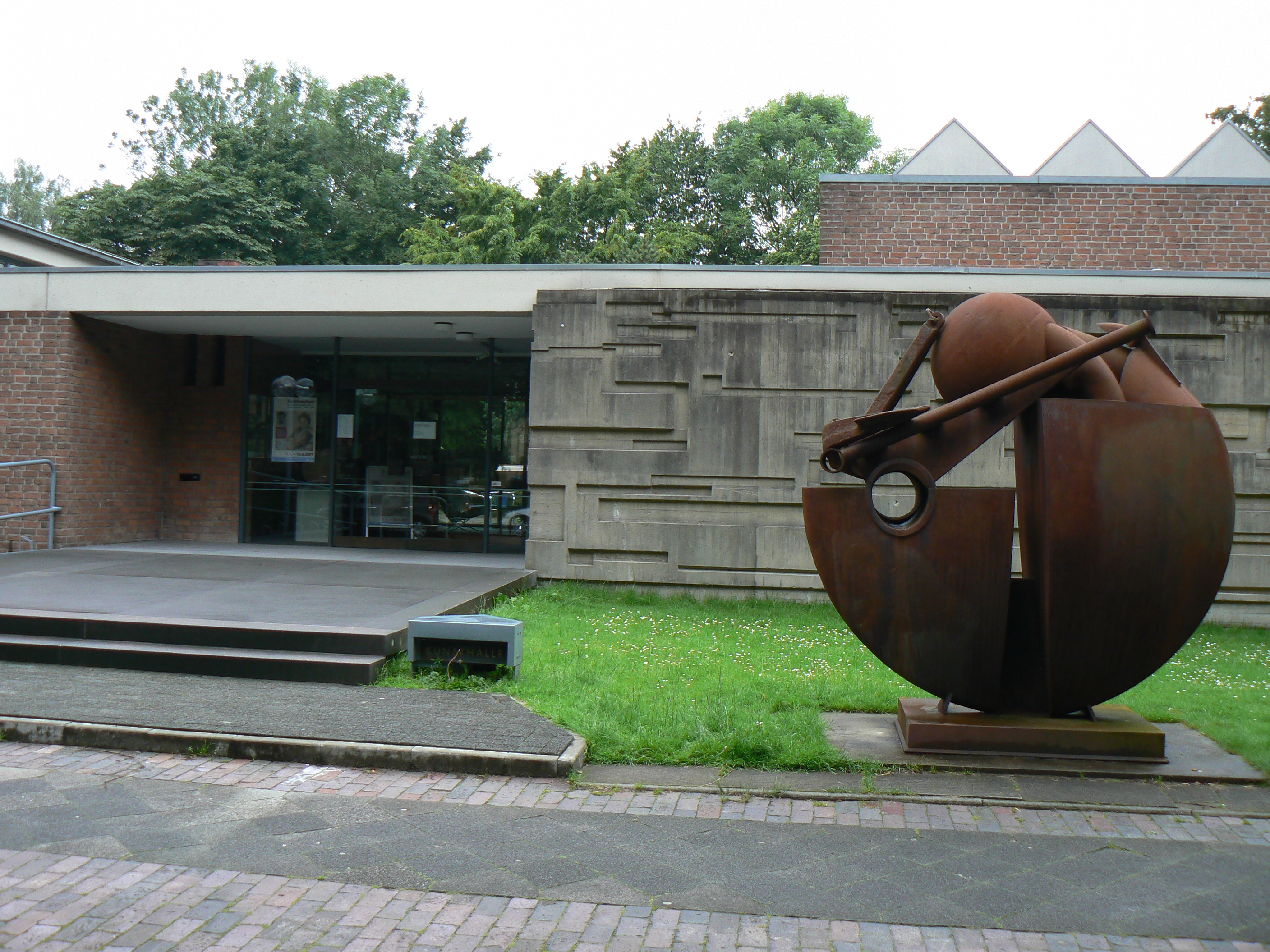
Kunsthalle Wilhelmshaven

Weigel hat Kunstgeschichte in Frankfurt, Manchester und Basel studiert. Sie promovierte an der Universität Basel bei Professor Gottfried Boehm mit einer Arbeit über „Die Wiedergewinnung des Sichtbaren. Studien zur Visualität in der englischen Malerei zwischen 1910 und 1920“. Diese Studie wurde 2006 veröffentlicht. Von 1997 bis 2005 war Weigel Assistenz-Kuratorin an der Fondation Beyeler in Riehen bei Basel. Dort wirkte sie unter anderem an den Retrospektiven von Anselm Kiefer 2001 und Ellsworth Kelly 2002/2003 mit. 2005 wechselte sie als Kuratorin an das Museum für Gestaltung in Zürich, wo sie vor allem für die Kunstgewerbesammlung, das Museum Bellerive, zuständig war. 2007 wurde Weigel zur Leiterin der Kunsthalle Wilhelmshaven gewählt. Sie kuratierte Ausstellungen zur zeitgenössischen Kunst und zur Kunstsammlung der Stadt Wilhelmshaven. So wurden 2007 Gereon Krebber, 2008 Cécile Hummel, 2011 Lothar Götz, 2016 Jan Albers und 2018 Yvette Kießling Einzelausstellungen gewidmet. Außerdem plante Weigel Themenausstellungen wie 2009 „Unter Wasser – über Wasser“, 2010 „Ziel: Wilhelmshaven. Fotografen blicken auf die Nordseestadt“ oder 2011 zu Franz Radziwill in der NS-Zeit, die häufig auf Wilhelmshaven bezogen waren. Viola Weigel hat zwei 5-Jahres-Verträge mit dem Verein der Kunstfreunde für Wilhelmshaven e. V. erfüllt, der die Kunsthalle Wilhelmshaven betreibt. 2018 wurde sie Kustodin und Kuratorin der Sammlung Malerei und Plastik der Kunstsammlungen Chemnitz. 2019 übernahm sie die Leitung einer Kunststiftung in Norddeutschland.